# Ciel de feu

Ciel de feu (Meltdown: Days of Destruction) est un téléfilm américano-canadien réalisé par John Murlowski et diffusé en 2006 à la télévision.

## Fiche technique
- Scénario : Rick Drew
- Durée : 90 min
- Pays :  États-Unis et  Canada

## Distribution
- Casper Van Dien : Tom
- Vincent Gale : Nathan
- Stefanie von Pfetten : Carly
- Venus Terzo : Bonnie
- Amanda Crew : Kimberly
- Ryan McDonell : C.J.
- Greg Anderson : Mick
- Bill Dow : Olsen
- Patricia Drake : Infirmière aux urgences
- Philip Granger : Frank
- David Quinlan : Gary
- Dee Jay Jackson : Chef des pompiers
- Donovan Cerminara : Chef des voyous
- Bruno Verdoni : Garner
- Derek Hamilton : Chef des balances
- Keith Gordey : Membre du gouvernement
- Floyd Faircrest : Santos
- Chad Sayn : Voyou #2
- Trevor Addie : Voyou #3
- Kimani Ray Smith : Balance #2
- Lars Grant : Balance #3
- Ron Robinson : Harland
- Brad Kelly : Tireur de Santos #1
- Martin Szlavy : Tireur de Santos #2
- Jaye Gazeley : Tireur de Garner #1
- Brett Armstrong : Tireur de Garner #2